# Xenofrea ayri
Xenofrea ayri es una especie de escarabajo longicornio del género Xenofrea, tribu Xenofreini, subfamilia Lamiinae. Fue descrita científicamente por Santos-Silva & Galileo en 2016.

## Descripción
Mide 4,4 milímetros de longitud.

## Distribución
Se distribuye por Brasil.